# Therates moraveci
Therates moraveci (лат.) — вид жуков-скакунов рода Therates из семейства жужелицы (Carabidae).

## Распространение
Лаос (Borikhamxai).

## Описание
Длина от 6,9 до 7,5 мм. Тело с металлическим блеском. Голова блестящая зеленовато-чёрная. Мандибулы желтоватые, зубцы по краю буроватые. Верхняя губа желтоватая, с шестью вершинными зубцами и одним боковым зубцом. Губные и максиллярные щупики желтоватые. Скапус сверху желтоватый, снизу чёрный, все остальные антенномеры буровато-чёрные, два дистальных членика у самца уплощённые. Наличник голый. Лоб гладкий, с поперечной бороздой и двумя неглубокими бугорками в задней части глазничных пластинок. Переднеспинка блестящая зеленовато-чёрная, её длина равна ширине, сужена спереди и сзади. Надкрылья блестящие чёрные с коричневато-жёлтыми отметинами. Брюшная сторона чёрная. Ноги желтоватые, голени и челюсти несколько затемнены дистально.